# Трюк Мозера
Трюк Мозера — рассуждение, позволяющее свести задачу о нахождении диффеоморфизма гладкого многообразия в себя к нахождению векторного поля на многообразии.
Вторая задача обычно легче первой.
Нужный диффеоморфизм задаётся потоком вдоль этого поля.
Это же рассуждение применимо в доказательстве теоремы Дарбу, лемме Морса и многих других результатах дифференциальной геометрии.
Назван в честь Юргена Мозера, который использовал это рассуждение в доказательстве результата приведённого ниже.

## Теорема Мозера
Формулировка.
Пусть {\displaystyle \omega _{0}} и {\displaystyle \omega _{1}} — две {\displaystyle n}-формы на замкнутом связном гладком ориентированном многообразии {\displaystyle M}. Предположим, что они нигде не обнуляются и
{\displaystyle \int \limits _{M}\omega _{0}=\int \limits _{M}\omega _{1}.}
Тогда существует диффеоморфизм {\displaystyle \varphi \colon M\to M} такой, что {\displaystyle \omega _{0}=\varphi ^{*}\omega _{1}}.
Идея доказательства.
Сначала доказывается, что разница {\displaystyle \omega _{1}-\omega _{0}} замкнута, то есть существует такая {\displaystyle (n-1)}-форма {\displaystyle \alpha }, что {\displaystyle d\alpha =\omega _{1}-\omega _{0}}.
Далее определим форму {\displaystyle \omega _{t}=t\cdot \omega _{1}+(1-t)\cdot \omega _{0}}.
Воспользовавшись волшебной формулой Картана, находим такое поле {\displaystyle V_{t}} на {\displaystyle M}, что {\displaystyle {\mathcal {L}}_{V_{t}}\omega _{t}+\omega _{1}-\omega _{0}=0}.
После этого диффеоморфизм {\displaystyle \varphi \colon M\to M} определается как поток векторного поля {\displaystyle V_{t}} на интервале {\displaystyle [0,1]}.
Поскольку решение обыкновенного дифференциального уравнения гладко зависит от начальных данных поток является гладким отображением, как и обратное к нему отображение.
Это облегчает проверку того, что полученное отображение является диффеоморфизмом.